# Palpita asiaticalis
Palpita asiaticalis es una especie de polillas perteneciente a la familia Crambidae descrita por Hiroshi Inoue en 1994. 
Se encuentra en Taiwán, China (Guizhou, Yunnan), Vietnam, Tailandia, India, Nepal y Camboya.